# Spilosoma murina
Spilosoma murina là một loài bướm đêm thuộc phân họ Arctiinae, họ Erebidae.